# 上海市文来中学高中部
上海市文来中学（高中部），是上海市七宝中学在1994年创立的民办中学的高中部分，曾位于上海市闵行区七宝镇，2004年迁往位于古美街道的虹莘路新校区。
该校为闵行区实验性示范性高中。